# Sant'Elena (Bolgi)
La Sant'Elena è una scultura in marmo realizzata tra il 1629 e il 1639 da Andrea Bolgi e collocata all'interno della basilica di San Pietro in Vaticano.

## Storia
Nel 1630, lo scultore carrarese Andrea Bolgi venne incaricato di scolpire una delle quattro statue colossali da collocare nelle nicchie dei quattro pilastri che sorreggono la cupola petrina. Le altre opere erano il San Longino di Gian Lorenzo Bernini, la Santa Veronica di Francesco Mochi e il Sant'Andrea di François Duquesnoy, detto il Fiammingo. Come per le altre tre sculture, la scelta del soggetto è dovuta alla presenza nella basilica di una reliquia, in questo caso un frammento della vera Croce, che secondo la tradizione fu trovata dalla madre di Costantino a Gerusalemme e poi portata a Roma, dove oggi sorge la basilica di Santa Croce in Gerusalemme. La reliquia in questione fu fatta trasferire nella basilica petrina nel 1629, sotto il papa Urbano VIII. Bolgi lavorò per un decennio al suo capolavoro e, una volta completata, la scultura venne collocata nella nicchia del pilastro della crociera rivolto a nord-ovest.

## Descrizione
La statua colossale (alta cinque metri, come le altre) ritrae Flavia Giulia Elena, la madre dell'imperatore romano Costantino I, che regge con la mano sinistra la Croce da lei ritrovata e tende il braccio destro davanti a sé. Rispetto alle altre tre statue dei pilastri che circondano il baldacchino di San Pietro, la Sant'Elena del Carrarino è meno dinamica ed espressiva, motivo per cui Rudolf Wittkower ne sottolineò la "freddezza classicheggiante", la "precisione noiosa" e il "ritmo lineare lento". Sempre secondo Wittkower, l'opera richiama le sculture berniniane degli anni 1630, come la statua ritraente Matilde di Canossa per il suo monumento funebre, situato proprio nella basilica vaticana. Sul basamento è presente la scritta SANCTA HELENA AVGVSTA (Sant'Elena Augusta, dove quest'ultimo è un titolo per le mogli o i parenti degli imperatori romani), mentre sopra la nicchia è presente un'iscrizione in latino riguardante la reliquia del frammento della vera Croce:
VRBANVS·VIII·PONT·MAX·E·SESSORIANA·BASILICA·DESVMPTAM
ADDITIS·ARA·ET·STATVA
HIC·IN·VATICANO·CONDITORIO·COLLOCAVIT»
scelta dalla basilica Sessoriana, il pontefice massimo Urbano VIII,
aggiunte l'ara e la statua,
collocò qui nel conditorio vaticano.»